# Historia Brittonum

Istoria Britonilor (latină Historia Brittonum) este o istorie a britonilor, locuitorii nativi ai Insulelor Britanice, scrisă undeva în jurul anului 828 și care poate să fie găsită în formă scrisă până după secolul XI. Se crede că Historia Britonum a fost scrisă de călugărul galez Nennius, dat fiindcă unele versiuni au o preface scrisă în numele său. Unii experți nu sunt de acord cu această idee, considerând că lucrarea este de fapt o colecție de texte anonime.